# Tropodiaptomus simplex
Tropodiaptomus simplex é uma espécie de crustáceo da família Diaptomidae.
Pode ser encontrada nos seguintes países: Burundi, República Democrática do Congo e Tanzânia.